# Lead (inleiding)
De lead is de vaak schuin- of vetgedrukte samenvattende inleiding in het begin van een tijdschrift- of krantenartikel. 
In de inleiding worden de belangrijkste journalistieke W-vragen beantwoord: 'Wie', 'Wat', 'Waar', 'Waarom', 'Wanneer' (en vaak ook 'Hoe'). In een paar zinnen wordt de essentie en de inhoud van het artikel samengevat. De lead wordt meestal beperkt tot een 3 à 4-tal zinnetjes. De eindzin van de lead is vaak een prikkelzin, de bron of een verwijzing met de actualiteit. 
Het doel van de lead is de lezer te prikkelen om verder te lezen, maar ook het artikel samen te vatten en een korte inleiding te geven op wat er zal volgen.